# Georg Schlaga
Georg Schlaga (* 3. November 1924 in Kirchmöser an der Havel; † 30. Dezember 2018) war ein deutscher Pädagoge und Politiker (SPD). Er war Mitglied im Beirat der Humanistischen Union.

## Leben und Beruf
Nach dem Schulbesuch wurde Schlaga zur Wehrmacht eingezogen, nahm von 1943 bis 1945 als Soldat am Zweiten Weltkrieg teil und geriet zuletzt in Gefangenschaft. Anschließend absolvierte er ein nebenberufliches Studium in den Fächern Deutsch und Politik und absolvierte beide Staatsprüfungen. Danach war er als Lehrer an einer Volksschule tätig, seit 1961 in der Funktion eines Rektors. Ab 1966 war er Leiter der Erich-Kästner-Mittelschule in Rodheim. Schlaga lebte in Rosbach/Rodheim, seit 1977 gelegentlich und seit 2007 ständig im Hirzenhainer Ortsteil Glashütten-Streithain.
Er war verheiratet und hatte drei Kinder.
Partei

Schlaga beantragte am 29. Mai 1942 die Aufnahme in die NSDAP und wurde zum 1. September desselben Jahres aufgenommen (Mitgliedsnummer 9.141.861). Seit 1946 war er Mitglied der SPD.
Abgeordneter

Schlaga war Ratsmitglied der Gemeinde Rodheim (jetzt Rosbach) und von 1962 bis 1971 Kreistagsmitglied des Landkreises Friedberg und von 1972 bis 1976 des Wetteraukreises. Dem Deutschen Bundestag gehörte er von 1969 bis 1987 an. Im Parlament vertrat er von 1969 bis 1980 den Wahlkreis Friedberg und von 1980 bis 1983 den Wahlkreis Wetterau. Von 1983 bis 1987 war er über die Landesliste Hessen in den Bundestag eingezogen.

## Weblink
- Schlaga, Georg. Hessische Biografie. (Stand: 6. November 2023). In: Landesgeschichtliches Informationssystem Hessen (LAGIS).